# Fódla
In de Ierse mythologie is Fódla de dochter van Ernmas van de Tuatha Dé Danann. Ze is een van de drie godinnen die het eiland Ierland symboliseren. Haar echtgenoot is Mac Cecht.
Samen met haar zusters Banba en Ériu vormt ze een drie-eenheid.
Toen de zonen van Mil espaine in Ierland aankwamen vroegen de drie godinnen wier naam het eiland moest krijgen. Ériu werd gekozen, vandaar de naam Ierland (In het Iers heet Ierland Éire), doch Banba en Fodla worden in poëtische context gebruikt als naam voor Ierland.
Volgens Seathrún Céitinn aanbad ze de Mórrígan, die soms ook als dochter van Ernmas wordt genoemd en mogelijk gelijk aan haar is.
Abnoba · 
Ancamna ·
Andarta ·
Andraste ·
Anu ·
Artio · 
Arduinna · 
Arvernorix · 
Aufaniae · 
Ategnissa · 
Aveta · 
Badb ·
Banba ·
Belenos ·
Belisama · 
Bormo · 
Branwen ·
Breg ·
Bres ·
Breogán ·
Brigantia · 
Bussurigios · 
Cailleach ·
Camulos ·
Caturix · 
Cernunnos ·
Cicollos · 
Cissonius · 
Cú Chulainn ·
Dagda ·
Danu ·
Domnu ·
Epona ·
Ériu ·
Esus ·
Fand ·
Fódla ·
Gontia · 
Grannus · 
Gwendolyn ·
Herecura · 
Icovellauna · 
Intarabis · 
Inciona ·
Iouga ·
Lí Ban ·
Litavis · 
Llŷr ·
Loucetius · 
Lugh ·
Lugos · 
Luxovius ·
Macha ·
Marrigu ·
Matres ·
Mogons · 
Mogontia · 
Morrigan ·
Nemain ·
Nemetona · 
Ogma ·
Ogmios · 
Poeninus · 
Ritona · 
Rhenus · 
Rosmerta · 
Seela ·
Sequana ·
Sídhe ·
Suleviae ·
Taranis · 
Toutiorix · 
Teutanus · 
Teutates ·
Tuatha Dé Danann ·
Vassocaletis · 
Vellaunus ·
Vosegus · 
Xulsigiae